# Curubis
Curubis là một chi nhện trong họ Salticidae.